# Protomimetus
Protomimetus longiclypeus
Genre
Espèce
Protomimetus est un  genre fossile d'araignées aranéomorphes de la famille des Mimetidae.

## Distribution
Les espèces de ce genre ont été découvertes dans de l'ambre de la mer Baltique. Elles datent du Paléogène.

## Liste des espèces
Selon The World Spider Catalog 15.0 :
- Protomimetus breviclypeus Wunderlich, 2011
- Protomimetus longiclypeus Wunderlich, 2011, espèce type

## Publication originale
- (en) Jörg Wunderlich, Some fossil spiders (Araneae) in Eocene European ambers., vol. 6, coll. « Beiträge zur Araneologie », 2011, 472–538 p..